# Crusade
Crusade – trzeci album studyjny zespołu John Mayall & the Bluesbreakers, wydany nakładem Decca Records (Wielka Brytania) i London Records (USA).

## Album

### Historia i muzyka
Album Crusade został zrealizowany w składzie z nowym gitarzystą, Mickiem Taylorem, który przyszedł na miejsce Petera Greena. Występ Taylora okazał się być (zdaniem Matthew Greenwalda z AllMusic) główną atrakcją wydawnictwa, a zwłaszcza jego instrumentalna kompozycja, „Snowy Wood”. Album jest utrzymany w stylu standardowego blues-rocka tamtych czasów. Wypełniły go utwory Mayalla oraz covery bluesowych standardów, takich jak „I Can't Quit You Baby” Williego Dixona i „Checkin' Up On My Baby” Sonny’ego Boy Williamsona.
Album doczekał się po latach wznowień połączonych z jego remasteringiem oraz dodaniem, w formie bonusu, nagrań archiwalnych z tamtego okresu.

### Lista utworów
Lista i informacje według Discogs:
Side 1
| 1. | Oh, Pretty Woman (Williams/Albert King)   | 3:30  |
|    |                                           |       |
| 2. | Stand Back Baby (John Mayall)             | 1:43  |
|    |                                           |       |
| 3. | My Time After A While (Geddins/Buddy Guy) | 5:05  |
|    |                                           |       |
| 4. | Snowy Wood (John Mayall/Mick Taylor)      | 3:52  |
|    |                                           |       |
| 5. | Man Of Stone (Eddie Kirkland)             | 2:22  |
|    |                                           |       |
| 6. | Tears In My Eyes (John Mayall)            | 4:14  |
|    |                                           |       |
|    |                                           | 20:46 |
|    |                                           |       |
Side 2
| 1. | Driving Sideways (Freddie King)               | 3:48  |
|    |                                               |       |
| 2. | The Death Of J. B. Lenoir (John Mayall)       | 4:21  |
|    |                                               |       |
| 3. | I Can't Quit You Baby (Dixon/Otis Rush)       | 4:28  |
|    |                                               |       |
| 4. | Streamline (John Mayall)                      | 3:10  |
|    |                                               |       |
| 5. | Me And My Woman (Barge/Little Joe Blue)       | 3:52  |
|    |                                               |       |
| 6. | Checkin' Up On My Baby (Sonny Boy Williamson) | 3:46  |
|    |                                               |       |
|    |                                               | 23:25 |
|    |                                               |       |

### Muzycy

#### Zespół
- John Mayall – organy, fortepian, gitara slide, harmonijka ustna, śpiew
- Mick Taylor – gitara prowadząca
- John McVie – gitara basowa
- Keef Hartley – perkusja

#### Muzycy towarzyszący
- Rip Kant – saksofon barytonowy
- Chris Mercer – saksofon tenorowy

### Produkcja
- John Mayall – projekt, layout
- Pete Smith – zdjęcie na przedniej okładce
- Derry Brabbs – zdjęcie na tylnej okładce
- Gus Dudgeon – inżynier dźwięku
- Mike Vernon – producent

Nagrano w West Hampstead Studios, Londyn, 12 lipca 1967 roku.

### Lista utworów (CD, wznowienie, Decca)
Lista i informacje według Discogs:
Disc One	
| 1.  | Oh, Pretty Woman         | 3:35    |
|     |                          |         |
| 2.  | Stand Back Baby          | 1:45    |
|     |                          |         |
| 3.  | My Time After Awhile     | 5:09    |
|     |                          |         |
| 4.  | Snowy Wood               | 3:37    |
|     |                          |         |
| 5.  | Man Of Stone             | 2:26    |
|     |                          |         |
| 6.  | Tears In My Eyes         | 4:17    |
|     |                          |         |
| 7.  | Driving Sideways         | 3:58    |
|     |                          |         |
| 8.  | The Death Of J.B. Lenoir | 4:24    |
|     |                          |         |
| 9.  | I Can't Quit You Baby    | 4:31    |
|     |                          |         |
| 10. | Streamline               | 3:15    |
|     |                          |         |
| 11. | Me And My Woman          | 4:01    |
|     |                          |         |
| 12. | Checkin Up On My Baby    | 3:56    |
|     | Bonus Tracks             |         |
| 13. | Curly                    | 3:25    |
|     |                          |         |
| 14. | Rubber Duck              | 3:46    |
|     |                          |         |
| 15. | Greeny                   | 3:55    |
|     |                          |         |
| 16. | Missing You              | 1:58    |
|     |                          |         |
| 17. | Please Don't Tell        | 2:28    |
|     |                          |         |
| 18. | Your Funeral, My Trial   | 3:56    |
|     |                          |         |
| 19. | Double Trouble           | 3:22    |
|     |                          |         |
| 20. | It Hurts Me Too          | 2:55    |
|     |                          |         |
| 21. | Suspicions (Part One)    | 2:48    |
|     |                          |         |
| 22. | Suspicions (Part Two)    | 5:31    |
|     |                          |         |
|     |                          | 1:18:58 |
|     |                          |         |

## Odbiór

### Listy tygodniowe
| Kraj              | Lista           | Pozycja |
| ----------------- | --------------- | ------- |
| Norwegia          | VG-lista        | 20      |
| Stany Zjednoczone | Billboard 200   | 136     |
| Wielka Brytania   | UK Albums Chart | 8       |